# Liparis gjellerupii
Liparis gjellerupii är en orkidéart som beskrevs av Johannes Jacobus Smith. Liparis gjellerupii ingår i släktet gulyxnen, och familjen orkidéer. Inga underarter finns listade i Catalogue of Life.